# Мозес Менделсон
Мозес Менделсон (6. септембар 1729. – 4. јануар 1786) био је немачко-јеврејски филозоф и теолог. Његови списи и идеје о Јеврејима и јеврејској религији и идентитету били су централни елемент у развоју Хаскале, илити јеврејског просветитељства 18. и 19. века. Рођен у сиромашној јеврејској породици у Десауу, Анхалт-Десау, и првобитно предодређен за рабинску каријеру, Менделсон се образовао у немачкој мисли и књижевности. Кроз своје списе о филозофији и религији постао је сматран водећом културном фигуром свог времена од стране хришћанских и јеврејских становника у Европи и шире на немачком говорном подручју. Његово учешће у берлинској текстилној индустрији чинило је темељ богатства његове породице.
Његови потомци су композитори Фани и Феликс Менделсон; Феликсов син, хемичар Паул Менделсон Бартолди; Фанини унуци, Пол и Курт Хенсел; и оснивачи банкарске куће Менделсон унт ко.